# رود وونگودا
رود وونگودا (انگلیسی: Vongoda) یک رودخانه در استان آرخانگلسک کشور روسیه است.